# 科特爾維爾 (密蘇里州)
科特爾維爾（英語：Cottleville）是位於美國密蘇里州聖查爾斯縣的城市。

## 人口
根據2020年美國人口普查的數據，科特爾維爾的面積為12.27平方千米，皆為陸地。當地共有人口5611人，而人口密度為每平方千米457人。